# Britt Hagen

Einziger Top-50-Erfolg mit Sag adieu auf Ariola 35 864

Britt Hagen (* 22. Februar 1944 als Brigitta Klingenhagen in Bad Oeynhausen) ist eine ehemalige deutsche Schlagersängerin, die Anfang der 1960er Jahre Schallplatten veröffentlicht hat. 

## Laufbahn
Die deutsche Schallplattenfirma Ariola veranstaltete Ende der 1950er Jahre mehrere große Nachwuchssänger-Wettbewerbe. Auf Drängen der Familie beteiligte sich die 15-jährige Brigitta an einem dieser Wettbewerbe („Mädchen ans Mikrophon“) und belegte den dritten Platz. Damit erreichte sie einen Schallplattenvertrag bei Ariola, wo Anfang 1960 unter der Leitung von Willy Hoffmann ihre erste Single produziert wurde. Sie wurde im Februar 1960 unter ihrem Künstlernamen Britt Hagen unter der Katalog-Nummer 35 252 herausgebracht. Willy Hoffmann blieb auch weiterhin ihr Produzent, er war auch verantwortlich für Britt Hagens einzigen Plattenerfolg. Mit der Nr. 35 864 brachte Ariola im März 1961 Hagens dritte Single heraus, die den Titel Sag adieu trug. Dabei handelte es sich um eine Coverversion des französischen Titels Petite fleur, der zuvor schon in der Instrumentalfassung von Chris Barber in Deutschland bekanntgeworden war. Mit dem deutschen Text von Günter Loose erreichte Britt Hagen mit ihrer Version die Top-50-Hitwertung der Musikzeitschrift Musikmarkt, war dort acht Wochen vertreten und hatte mit Platz 40 die beste Bewertung. 1962 wechselte Britt Hagen zum Produzenten Nils Nobach und zog von Bad Oeynhausen nach West-Berlin. Im Mai 1962 erschien ihre vierte Ariola-Single, mit der Nobach versuchte, Britt Hagen im Stil von Angèle Durand singen zu lassen. Darüber kam es zum Zerwürfnis mit Ariola und Hagen kündigte ihren Plattenvertrag auf. Sie wurde Frontsängerin beim Orchester von Hajo Döring, mit dem sie bis 1988 zusammenarbeitete. Später betrieb sie mit ihrem Mann eine Immobilienfirma. 
1965 war bei der deutschen Vogue ebenfalls eine Single mit der Interpretenangabe Britt Hagen erschienen. Nachdem die originale Britt Hagen dagegen Klage erhoben hatte, zog Vogue die Schallplatte zurück und veröffentlichte sie unter der Interpretenangabe Brigitte Bergen neu. 

## Diskografie (Ariola)
| A/B-Seite                                  | Katalog-Nr. | veröffentl. |
| ------------------------------------------ | ----------- | ----------- |
| Bon Voyage / Rom im September              | 35252       | 02/1960     |
| Seerosen – Teerosen / Amore mio            | 35840       | 10/1960     |
| Sag adieu (Petite Fleur) / Kleiner Clown   | 35864       | 03/1961     |
| ... denn er nannte sie Lady / In Marseille | 45329       | 05/1962     |